# Боханов, Николай Иванович
Николай Иванович Боханов (3 августа 1913 — 18.08.2005
) — советский хозяйственный, государственный и политический деятель, Герой Социалистического Труда.

## Биография
Родился в 1913 году в Клинцах. Член КПСС.
С 1936 года — на хозяйственной, общественной и политической работе. В 1936—1986 гг. — помощник мастера, старший мастер, начальник прядильного и ремонтного цехов, главный инженер на Балашихинской суконной фабрике, директор Московского производственного объединения шерстяных детских тканей, генеральный директор производственного объединения шерстяных детских тканей «Подмосковье» Министерства лёгкой промышленности РСФСР
Указом Президиума Верховного Совета СССР от 31 декабря 1973 года присвоено звание Героя Социалистического Труда с вручением ордена Ленина и золотой медали «Серп и Молот».
Умер в Мытищах 18.08.2005 году.